# Celama tarzanae
Celama tarzanae är en fjärilsart som beskrevs av Legrand 1965. Celama tarzanae ingår i släktet Celama och familjen trågspinnare. Inga underarter finns listade i Catalogue of Life.